# Holland (Míchigan)
Holland es una ciudad ubicada en el condado de Ottawa y condado de Allegan en el estado estadounidense de Míchigan. En el Censo de 2010 tenía una población de 33051 habitantes y una densidad poblacional de 735,47 personas por km².

## Geografía
Holland se encuentra ubicada en las coordenadas 42°46′5″N 86°5′55″O / 42.76806, -86.09861. Según la Oficina del Censo de los Estados Unidos, Holland tiene una superficie total de 44.94 km², de la cual 42.97 km² corresponden a tierra firme y (4.39%) 1.97 km² es agua.

## Demografía
Según el censo de 2010, había 33051 personas residiendo en Holland. La densidad de población era de 735,47 hab./km². De los 33051 habitantes, Holland estaba compuesto por el 80.05% blancos, el 3.59% eran afroamericanos, el 0.64% eran amerindios, el 3.01% eran asiáticos, el 0.1% eran isleños del Pacífico, el 9.24% eran de otras razas y el 3.36% pertenecían a dos o más razas. Del total de la población el 22.73% eran hispanos o latinos de cualquier raza.

## Educación
El Grand Rapids Community College (Colegio Comunitario Grand Rapids) sirve Holland y tiene el Campus Lakeshore.